# Nuoto ai Giochi della XVII Olimpiade - 100 metri stile libero maschili
La competizione dei 100 metri stile libero maschili di nuoto ai Giochi della XVII Olimpiade si è svolta nei giorni 26 e 27 agosto 1960 allo stadio Olimpico del Nuoto di Roma.

## Programma
| Data           | Round        | Note                                |
| -------------- | ------------ | ----------------------------------- |
| 26 agosto 1960 | 7 Batterie   | I migliori 24 tempi alle semifinali |
| 26 agosto 1960 | 3 Semifinali | I migliori 8 tempi alla finale      |
| 27 agosto      | Finale       |                                     |

## Risultati

### Batterie
| Pos. | Atleta            | Nazione     | Tempo  | Posizione Finale |
| ---- | ----------------- | ----------- | ------ | ---------------- |
| 1    | Karri Käyhkö      | Finlandia   | 56"8   | 9                |
| 2    | Keigo Shimizu     | Giappone    | 57"3   | 13               |
| 3    | Ezio Della Savia  | Italia      | 58"2   | 23               |
| 4    | Gert Kölli        | Austria     | 58"3   | 25               |
| 5    | Herlander Ribeiro | Portogallo  | 1'00"2 | 37               |
| 6    | Leopoldo Rodés    | Spagna      | 1'00"7 | 40               |
| 7    | René Wagner       | Lussemburgo | 1'04"3 | 49               |

| Pos. | Atleta           | Nazione                   | Tempo  | Posizione Finale |
| ---- | ---------------- | ------------------------- | ------ | ---------------- |
| 1    | John Devitt      | Australia                 | 56"0   | 2                |
| 2    | Alain Gottvallès | Francia                   | 56"9   | 10               |
| 3    | Igor' Lužkovskij | Unione Sovietica          | 57"9   | 19               |
| 4    | Uwe Jacobsen     | Squadra Unificata Tedesca | 57"9   | 19               |
| 5    | Achmad Dimyati   | Indonesia                 | 59"1   | 31               |
| 6    | Luis Nicolao     | Argentina                 | 1'00"2 | 37               |
| 7    | Fong Seow Jit    | Malesia                   | 1'03"4 | 48               |
| 8    | Alfred Grixti    | Malta                     | 1'07"8 | 50               |

| Pos. | Atleta            | Nazione     | Tempo  | Posizione Finale |
| ---- | ----------------- | ----------- | ------ | ---------------- |
| 1    | Manuel dos Santos | Brasile     | 56"3   | 3                |
| 2    | Andrzej Salamon   | Polonia     | 56"5   | 5                |
| 3    | Cam Grout         | Canada      | 57"6   | 16               |
| 4    | Jorge Escalante   | Messico     | 57"6   | 16               |
| 5    | Ron Kroon         | Paesi Bassi | 57"7   | 18               |
| 6    | Gérard Gropaiz    | Francia     | 59"3   | 34               |
| 7    | Peter Bärtschi    | Svizzera    | 1'02"9 | 45               |

| Pos. | Atleta          | Nazione          | Tempo  | Posizione Finale |
| ---- | --------------- | ---------------- | ------ | ---------------- |
| 1    | Gyula Dobay     | Ungheria         | 56"5   | 5                |
| 2    | Vitalij Sorokin | Unione Sovietica | 58"2   | 23               |
| 3    | Bengt Nordwall  | Svezia           | 58"5   | 27               |
| 4    | Jan Bouwman     | Paesi Bassi      | 58"8   | 29               |
| 5    | Amiram Trauber  | Israele          | 59"7   | 35               |
| 6    | Cheung Kin Man  | Hong Kong        | 1'01"1 | 43               |

| Pos. | Atleta              | Nazione       | Tempo  | Posizione Finale |
| ---- | ------------------- | ------------- | ------ | ---------------- |
| 1    | Jon Henricks        | Australia     | 56"9   | 10               |
| 2    | Per-Ola Lindberg    | Svezia        | 57"1   | 12               |
| 3    | László Lantos       | Ungheria      | 57"4   | 14               |
| 4    | Stanley Clarke      | Gran Bretagna | 59"1   | 31               |
| 5    | Fernando de Abreu   | Brasile       | 1'00"1 | 36               |
| 6    | Gudmunður Gíslason  | Islanda       | 1'00"8 | 41               |
| 7    | Freddie Elizalde    | Filippine     | 1'03"0 | 46               |
| 8    | Christopher Dowling | Malta         | 1'08"9 | 51               |

| Pos. | Atleta            | Nazione     | Tempo  | Posizione Finale |
| ---- | ----------------- | ----------- | ------ | ---------------- |
| 1    | Bruce Hunter      | Stati Uniti | 56"6   | 7                |
| 2    | Dick Pound        | Canada      | 56"7   | 8                |
| 3    | Rubén Roca        | Cuba        | 58"3   | 25               |
| 4    | Janez Kocmur      | Jugoslavia  | 58"7   | 28               |
| 5    | Giorgio Perondini | Italia      | 58"9   | 30               |
| 6    | Phan Hữu Dong     | Vietnam     | 1'01"3 | 44               |
| 7    | Ünsal Fikirci     | Turchia     | 1'03"0 | 46               |

| Pos. | Atleta            | Nazione                   | Tempo  | Posizione Finale |
| ---- | ----------------- | ------------------------- | ------ | ---------------- |
| 1    | Lance Larson      | Stati Uniti               | 55"7   | 1                |
| 2    | Aubrey Bürer      | Sudafrica                 | 56"3   | 3                |
| 3    | Katsuki Ishihara  | Giappone                  | 57"5   | 15               |
| 4    | Bernard Aluchna   | Polonia                   | 57"9   | 19               |
| 5    | Paul Voell        | Squadra Unificata Tedesca | 58"0   | 22               |
| 6    | William O'Donnell | Gran Bretagna             | 59"2   | 33               |
| 7    | Gojko Arneri      | Jugoslavia                | 1'00"5 | 39               |
| 8    | Itzhak Luria      | Israele                   | 1'00"9 | 42               |

### Semifinali
| Pos. | Atleta           | Nazione                   | Tempo | Posizione Finale |
| ---- | ---------------- | ------------------------- | ----- | ---------------- |
| 1    | Lance Larson     | Stati Uniti               | 55"5  | 1                |
| 2    | Bruce Hunter     | Stati Uniti               | 55"7  | 2                |
| 3    | Aubrey Bürer     | Sudafrica                 | 56"5  | 7                |
| 4    | Keigo Shimizu    | Giappone                  | 57"1  | 11               |
| 5    | Igor' Lužkovskij | Unione Sovietica          | 57"5  | 14               |
| 6    | Cam Grout        | Canada                    | 58"0  | 18               |
| 7    | Paul Voell       | Squadra Unificata Tedesca | 58"4  | 20               |
| 8    | Alain Gottvallès | Francia                   | 58"5  | 22               |

| Pos. | Atleta          | Nazione                   | Tempo | Posizione Finale |
| ---- | --------------- | ------------------------- | ----- | ---------------- |
| 1    | John Devitt     | Australia                 | 55"8  | 3                |
| 2    | Dick Pound      | Canada                    | 56"5  | 7                |
| 3    | Andrzej Salamon | Polonia                   | 56"9  | 10               |
| 4    | Jon Henricks    | Australia                 | 57"2  | 12               |
| 5    | Uwe Jacobsen    | Squadra Unificata Tedesca | 57"4  | 13               |
| 6    | László Lantos   | Ungheria                  | 58"0  | 18               |
| 7    | Vitalij Sorokin | Unione Sovietica          | 58"7  | 23               |
| 8    | Jorge Escalante | Messico                   | 59"0  | 24               |

| Pos. | Atleta            | Nazione     | Tempo | Posizione Finale |
| ---- | ----------------- | ----------- | ----- | ---------------- |
| 1    | Manuel dos Santos | Brasile     | 56"3  | 4                |
| 2    | Gyula Dobay       | Ungheria    | 56"3  | 4                |
| 3    | Per-Ola Lindberg  | Svezia      | 56"4  | 6                |
| 4    | Karri Käyhkö      | Finlandia   | 56"6  | 9                |
| 5    | Katsuki Ishihara  | Giappone    | 57"8  | 15               |
| 6    | Bernard Aluchna   | Polonia     | 57"8  | 15               |
| 7    | Ron Kroon         | Paesi Bassi | 57"9  | 17               |
| 8    | Ezio Della Savia  | Italia      | 58"4  | 20               |

### Finale
| Pos.    | Atleta            | Nazione     | Tempo |
| ------- | ----------------- | ----------- | ----- |
| Oro     | John Devitt       | Australia   | 55"2  |
| Argento | Lance Larson      | Stati Uniti | 55"1  |
| Bronzo  | Manuel dos Santos | Brasile     | 55"4  |
| 4       | Bruce Hunter      | Stati Uniti | 55"6  |
| 5       | Gyula Dobay       | Ungheria    | 56"3  |
| 6       | Dick Pound        | Canada      | 56"3  |
| 7       | Aubrey Bürer      | Sudafrica   | 56"3  |
| 8       | Per-Ola Lindberg  | Svezia      | 57"1  |